# بيار بارتييه
بيار بارتييه (3 يوليو 1782، نمور، سين ومارن - 24 أغسطس 1861) كان جيولوجيًا ومهندس تعدين فرنسي.
ولد بيار بارتييه في نمور. بعد الدراسة في المدرسة متعددة التقانات، ذهب إلى مدرسة المناجم، حيث أصبح رئيسًا للمختبر في عام 1816. في عام 1821، أثناء عمله في قرية Les Baux-de-Provence، في جنوب فرنسا، اكتشف البوكسيت الصخري، سميت بهذا الاسم نسبة إلى مكان اكتشافها. اكتشف أيضًا معدن Berthierite، والذي سمي باسمه. بالإضافة إلى المساهمات العديدة في علم المعادن والتعدين، يُعرف بارتييه أيضًا بأبحاثه في الأفران العالية واستخدام الفوسفات بواسطة النباتات.